# Coupe de Tunisie de football 1994-1995
Navigation
Coupe de Tunisie 1993-1994 Coupe de Tunisie 1995-1996
La coupe de Tunisie de football 1994-1995 est la 39e édition de la coupe de Tunisie depuis 1956, et la 64e en tenant compte des éditions jouées avant l'indépendance. Elle est organisée par la Fédération tunisienne de football (FTF).
Le Club sportif sfaxien s'adjuge la coupe en battant en finale l'Olympique de Béja.

## Résultats

### Premier tour
Il concerne les 84 clubs de division 3 et de division 4.

#### Nord
- Union sportive de Sidi Bou Ali - El Alia Sport : 0 - 1
- Association sportive de l'Ariana - Union sportive de Siliana : 3 - 0
- Avenir populaire de Soliman - Croissant sportif de M'saken : 3 - 3 (t. a. b. : 5 - 4)
- Stade soussien - Football Club de Jérissa : 2 - 0
- STIR sportive de Zarzouna - Thala Sport : Forfait
- Croissant sportif d'Akouda - Club sportif de Menzel Bouzelfa : 1 - 1 (t. a. b. : 5 - 3)
- Enfida Sports - Étoile sportive du Fahs : 1 - 0
- Union sportive de Djedeida - Dahmani Athlétique Club : 3 - 2
- Vague sportive de Menzel Abderrahmane - Hirondelle sportive de Kalâa Kebira : 1 - 1 (t. a. b. : 5 - 6)
- Association sportive Ittihad - Astre sportif de Menzel Jemil : 2 - 1
- Stade nabeulien - Baâth sportif de Mohamedia : 0 - 0 (t. a. b. : 5 - 3)
- Association Mégrine Sport - Mouldia sportive de Den Den : 6 - 0
- Jeunesse sportive d'El Omrane bat Jeunesse sportive de Tebourba
- Qualifiés directement : Jendouba Sports, Union sportive El Ansar (Dar Chaâbane), Kalâa Sport, Club sportif de Korba, El Ahly Mateur, Association sportive de Ghardimaou, Ettadhamen Sport, Avenir sportif keffois de Barnoussa, Flèche sportive de Ras Jebel, Union sportive de Bousalem, Union sportive de Kalâat Senan, Étoile sportive de Radès, Espoir sportif de Hammam Sousse, Club medjezien, Étoile sportive khmirienne (Aïn Draham)

#### Centre et Sud
- Sporting Club de Moknine - Association sportive de Djerba : 0 - 1
- Flambeau sportif de Sahline - Aigle sportif de Jilma : Forfait
- Union sportive de Ksour Essef bat Progrès sportif de Sakiet Eddaïer
- Stade gabésien - Union sportive de Métouia : 2 - 1
- Étoile sportive de Fériana - Oasis sportive de Chenini : Forfait
- Jeunesse sportive de Ouedhref - Flèche sportive de Gafsa-Ksar : 1 - 0
- Union sportive de Sayada bat Chehab sportif de Ouerdanine
- Avenir sportif de Tozeur - Club sportif de Khniss : Forfait
- Jeunesse sportive de Rogba - Croissant sportif de Redeyef : 0 - 1
- Club sportif hilalien - Kerkennah Sport : Forfait
- Club sportif de Nefta - Olympique de Médenine : 0 - 0 (t. a. b. : 5 - 6)
- Avenir sportif de Souk Lahad - Étoile sportive de Métlaoui : 2 - 1
- Étoile sportive d'El Jem - Avenir sportif de Rejiche : 0 - 0 (t. a. b. :  5 - 4)
- Club Ahly de Sfax - La Palme sportive de Tozeur : 1 - 0
- Club olympique de Sidi Bouzid - Badr sportif d'El Aïn : 2 - 0
- Football Mdhilla Club - Tataouine Sport : 0 - 0 (t. a. b. : 1 - 4)
- Union sportive de Sbeïtla bat Wided sportif d'El Hamma
- Union sportive de Ben Guerdane - Ennahdha sportive de Jemmel : 4 - 1
- Espoir sportif de Jerba Midoun - Oasis sportive de Kébili : 3 - 0
- Croissant sportif chebbien - Stade sportif gafsien : 2 - 0
- Union sportive de Ksibet el-Médiouni - Gazelle sportive de Bekalta : 3 - 4

### Deuxième tour

#### Nord
Ce tour concerne les 28 clubs qualifiés du premier tour.
- El Alia Sport - Jendouba Sports : 2 - 1
- Association sportive de l'Ariana - Avenir populaire de Soliman : 4 - 1
- Stade soussien - Étoile sportive khmirienne (Aïn Draham) : 4 - 0
- STIR sportive de Zarzouna - Croissant sportif d'Akouda : 3 - 1
- Union sportive El Ansar (Dar Chaâbane) - Union sportive de Bousalem : 0 - 1
- Union sportive de Kalâat Senan - Flèche sportive de Ras Jebel : 2 - 1
- Club medjezien - Avenir sportif keffois de Barnoussa : 3 - 1
- Enfida Sports - Espoir sportif de Hammam Sousse : 1 - 0
- Kalâa Sport - Association sportive de Ghardimaou : 2 - 1
- Club sportif de Korba - El Ahly Mateur : 5 - 1
- Ettadhamen Sport - Union sportive de Djedeida : 2 - 0
- Hirondelle sportive de Kalâa Kebira bat Association sportive Ittihad
- Étoile sportive de Radès - Stade nabeulien : 2 - 0
- Association Mégrine Sport - Jeunesse sportive d'El Omrane : 0 - 1

#### Centre et Sud
Parmi les 21 qualifiés du premier tour, quatorze se rencontrent et sept se qualifient directement par tirage au sort.
- Association sportive de Djerba - Flambeau sportif de Sahline : 1 - 0
- Union sportive de Ksour Essef - Stade gabésien : 2 - 1
- Étoile sportive de Fériana - Jeunesse sportive de Ouedhref : 3 - 1
- Union sportive de Sayada bat Avenir sportif de Tozeur
- Croissant sportif de Redeyef - Club sportif hilalien : 3 - 1
- Olympique de Médenine - Avenir sportif de Souk Lahad : 2 - 1
- Étoile sportive d'El Jem - Club Ahly de Sfax : 2 - 1
- Qualifiés par tirage au sort : Club olympique de Sidi Bouzid, Tataouine Sport, Union sportive de Sbeïtla, Union sportive de Ben Guerdane, Espoir sportif de Jerba Midoun, Croissant sportif chebbien, Gazelle sportive de Bekalta

### Troisième tour

#### Nord
- El Alia Sport - Association sportive de l'Ariana 1 - 1 (t. a. b. : 4 - 5)
- Stade soussien - STIR sportive de Zarzouna : 2 - 1
- Union sportive de Bousalem - Union sportive de Kalâat Senan : 1 - 0
- Club medjezien - Enfida Sports : 5 - 0
- Kalâa Sport - Club sportif de Korba : 0 - 1
- Ettadhamen Sport - Hirondelle sportive de Kalâa Kebira : 0 - 1
- Étoile sportive de Radès - Jeunesse sportive d'El Omrane : 0 - 1

#### Centre et Sud
- Association sportive de Djerba - Espoir sportif de Jerba Midoun : 4 - 3
- Croissant sportif chebbien - Gazelle sportive de Bekalta : 1 - 1 (t. a. b. : 6 - 7)
- Union sportive de Ksour Essef - Union sportive de Ben Guerdane : 3 - 0
- Étoile sportive de Fériana - Union sportive de Sbeïtla : 2 - 1
- Union sportive de Sayada - Croissant sportif de Redeyef : 1 - 2
- Olympique de Médenine - Tataouine Sport : 2 - 1
- Étoile sportive d'El Jem - Club olympique de Sidi Bouzid : 0 - 0 (t. a. b. : 4 - 5)

### Quatrième tour
Le tour voit la participation de quarante clubs : les quatorze qualifiés du tour précédent, seize clubs représentant les huit ligues régionales et dix clubs de Ligue II.
- Association sportive de l'Ariana - Stade soussien : 3 - 1
- El Gawafel sportives de Gafsa-Ksar (Ligue II) - Étoile sportive de Béni Khalled (Ligue II) : 2 - 1
- Stade sportif sfaxien (Ligue II) - Association sportive de Djerba : Forfait
- Union sportive de Bousalem - Étoile sportive d'El Alâa (Ligue Centre) : 4 - 0
- Mine sportive de Métlaoui (Ligue Sud-Ouest) - Club medjezien : 2 - 4
- Gazelle sportive de Bekalta - Jeunesse sportive métouienne (Ligue Tunis/Cap Bon) : 1 - 1 (t. a. b. : 3 - 4)
- Mareth Sport (Ligue Sud-Est) - Club sportif de Korba : 1 - 3
- Grombalia Sports (Ligue II) - Club sportif de Bargou (Ligue Nord-Ouest) : 2 - 1
- Club sportif de Makthar (Ligue II) - Union sportive de Ksour Essef : 0 - 0 (t. a. b. : 4 - 1)
- Club sportif de Matmata (Ligue Sud-Est) - En-Nadi Ahly Landoulsi  (Ligue Nord) : 1 - 2
- Nasr sportif de Touza (Ligue Centre-Est) - Sahara sportive de Douz (Ligue Sud-Ouest) : 3 - 0
- Tinja Sport (Ligue Nord) - Hirondelle sportive de Kalâa Kebira : 1 - 2
- Avenir sportif de Kasserine (Ligue II) - Club sportif de Hzag (Ligue Sud) : 3- 0
- Jeunesse sportive d'El Omrane  - Étoile sportive de Fériana : 1 - 0
- Union sportive monastirienne (Ligue II) - Croissant sportif de Redeyef : 2 - 1
- Avenir sportif d'Oued Ellil (Ligue II) - El Khadhra Sport (Ligue Tunis/Cap Bon) : 2 - 0
- Astre sportif de Menzel Ennour (Ligue Centre-Est) - Baâth sportif d'Essouassi (Ligue Sud) : 1 - 3
- Olympique de Médenine - Wided sportif du Sers (Ligue Nord-Ouest) : 4 - 1
- Club sportif de Hajeb El Ayoun (Ligue Centre) - Club olympique de Sidi Bouzid : 1 - 3
- El Makarem de Mahdia (Ligue II) - Sporting Club de Ben Arous (Ligue II) : 1 - 0
- Qualifiés d'office : Club sportif des cheminots, Stade africain de Menzel Bourguiba, Avenir sportif de Gabès, Club olympique des transports (Ligue II)

### 32ede finale
- Association sportive de l'Ariana - El Gawafel sportives de Gafsa-Ksar : 2 - 1
- Stade sportif sfaxien- Union sportive de Bousalem : 5 - 1
- Club medjezien - Stade africain de Menzel Bourguiba : 0 - 1
- Jeunesse sportive métouienne - Avenir sportif de Gabès : 1 - 2
- Club sportif de Korba - Club olympique des transports : 1 - 1 (t. a. b. : 5 - 4)
- Grombalia Sports - Club sportif de Makthar : 1 - 0
- En-Nadi Ahly Landoulsi  - Nasr sportif de Touza : 3 - 0
- Hirondelle sportive de Kalâa Kebira - Avenir sportif de Kasserine : 1 - 2
- Jeunesse sportive d'El Omrane - Club sportif des cheminots : 1 - 1 (t. a. b. : 5 - 4)
- Union sportive monastirienne - Avenir sportif d'Oued Ellil : 1 - 3
- Baâth sportif d'Essouassi  - Olympique de Médenine : 1 - 0
- Club olympique de Sidi Bouzid - El Makarem de Mahdia : 1 - 0

### Seizièmes de finale
Vingt équipes participent à ce tour : les douze qualifiés du tour précédent et huit clubs de la division nationale (Ligue I). Les six autres sont qualifiés d'office. Les matchs se déroulent le 1er janvier 1995.
| Équipe 1                       | Équipe 2                           | Score 90'          | Score 120' | Tirs au but |
| ------------------------------ | ---------------------------------- | ------------------ | ---------- | ----------- |
| Club africain                  | -                                  | Qualifié d'office  |            |             |
| Avenir sportif de Kasserine    | Stade africain de Menzel Bourguiba | 1 - 0              |            |             |
| Jeunesse sportive kairouanaise | Avenir sportif de Gabès            | 0 - 1              |            |             |
| Océano Club de Kerkennah       | Baâth sportif d'Essouassi          | 4 - 0              |            |             |
| Avenir sportif de La Marsa     | -                                  | Qualifié d'office  |            |             |
| Stade tunisien                 | Avenir sportif d'Oued Ellil        | 4 - 1              |            |             |
| Étoile sportive du Sahel       | -                                  | Qualifiée d'office |            |             |
| En-Nadi Ahly Landoulsi         | Sfax railway sport                 | 2 - 2              | 2 - 2      | 4 - 3       |
| Club sportif sfaxien           |                                    | Qualifié d'office  |            |             |
| Club athlétique bizertin       | -                                  | Qualifié d'office  |            |             |
| Grombalia Sports               | Association sportive de l'Ariana   | 0 - 0              | 1 - 0      |             |
| Club sportif de Korba          | Club sportif de Hammam Lif         | 3 - 1              |            |             |
| Espérance sportive de Tunis    | -                                  | Qualifiée d'office |            |             |
| Club olympique de Sidi Bouzid  | Olympique de Béja                  | 0 - 1              |            |             |
| Espérance sportive de Zarzis   | Olympique du Kef                   | 2 - 0              |            |             |
| Jeunesse sportive d'El Omrane  | Stade sportif sfaxien              | 1 - 0              |            |             |

### Huitièmes de finale
| Date        | Équipe 1                     | Équipe 2                      | Score 90' | Score 120' | Tirs au but |
| ----------- | ---------------------------- | ----------------------------- | --------- | ---------- | ----------- |
| 4 mars 1995 | Avenir sportif de Gabès      | Avenir sportif de La Marsa    | 1 - 1     | 1 - 3      |             |
| 5 mars 1995 | Club africain                | Stade tunisien                | 3 - 1     |            |             |
| 5 mars 1995 | Olympique de Béja            | Étoile sportive du Sahel      | 0 - 0     | 0 - 0      | 5 - 4       |
| 5 mars 1995 | Espérance sportive de Zarzis | Grombalia Sports              | 2 - 1     |            |             |
| 5 mars 1995 | Avenir sportif de Kasserine  | Espérance sportive de Tunis   | 0 - 2     |            |             |
| 5 mars 1995 | Club sportif sfaxien         | Océano Club de Kerkennah      | 5 - 1     |            |             |
| 5 mars 1995 | Club athlétique bizertin     | Jeunesse sportive d'El Omrane | 6 - 1     |            |             |
| 5 mars 1995 | Club sportif de Korba        | En-Nadi Ahly Landoulsi        | 0 - 0     | 0 - 0      | 5 - 4       |

### Quarts de finale
| Date         | Équipe 1                     | Équipe 2                    | Score 90' | Score 120' | Tirs au but |
| ------------ | ---------------------------- | --------------------------- | --------- | ---------- | ----------- |
| 9 avril 1995 | Avenir sportif de La Marsa   | Espérance sportive de Tunis | 1 - 2     |            |             |
| 9 avril 1995 | Olympique de Béja            | Club africain               | 0 - 0     | 0 - 0      | 5 - 4       |
| 9 avril 1995 | Club sportif de Korba        | Club sportif sfaxien        | 0 - 0     | 1 - 1      | 6 - 7       |
| 9 avril 1995 | Espérance sportive de Zarzis | Club athlétique bizertin    | 0 - 0     | 0 - 0      | 4 - 2       |

### Demi-finales
| Date         | Équipe 1                     | Équipe 2                    | Score 90' | Score 120' | Tirs au but |
| ------------ | ---------------------------- | --------------------------- | --------- | ---------- | ----------- |
| 25 juin 1995 | Club sportif sfaxien         | Espérance sportive de Tunis | 1 - 1     | 1 - 1      | 5 - 4       |
| 25 juin 1995 | Espérance sportive de Zarzis | Olympique de Béja           | 0 - 0     | 1 - 1      | 4 - 5       |

### Finale
| Date             | Équipe 1             | Équipe 2          | Score 90' |
| ---------------- | -------------------- | ----------------- | --------- |
| 1er juillet 1995 | Club sportif sfaxien | Olympique de Béja | 2 - 1     |

Les buts de la finale sont marqués par Mohamed Salah Meftah (54e min) et Sofiane Sassi (82e min) pour le CSS et par Zied Youzbachi (27e min) pour l'OB. La rencontre est dirigée par Zoubeir Nouira, Mustapha Lahmar et Salah Gorgi alors que Houcine Ouled Ahmed officie en tant que quatrième arbitre.
Les formations alignées sont :
- Club sportif sfaxien (entraîneur : José Paulo Rubim) : Naceur Bedoui - Hédi Lajdel, Rachid Bouaziz, Habib Tounsi, Sami Trabelsi, Hafedh Trabelsi, Sofiane Fekih, Chokri Trabelsi (puis Tarek Salem), Mohamed Salah Meftah (puis Abdelkrim Ghorbel), Skander Souayah, Sofiane Sassi
- Olympique de Béja (entraîneur : Alexandru Moldovan) : Haykel Guezmir - Lamri Boudjemaâ, Khaled Jemaï, Moussa Diop, Béchir Homri, Karim Rihani, Nabil Kouki, Maher Sdiri, Hédi Mokrani, Kefli Ayari, Zied Youzbachi (puis Habib Amdouni)

## Meilleur buteur
Mohamed Salah Meftah (CSS) est le meilleur buteur de l'édition avec trois buts. 